# Obersalzberg
Obersalzberg je oblast u města Berchtesgaden v jižním Bavorsku u hranic s Rakouskem. Jméno získala podle naleziště soli, která se těží v solném dole Salzbergwerk Berchtesgaden. Až do připojení ke střediskové obci Berchtesgaden v roce 1972 byl Obersalzberg částí samostatné obce Salzberg.

## Začátek turismu
Obersalzberg byl již v 19. století kolébkou turismu. Byl součástí tehdy samostatné obce Salzberg a měl charakter malé obce s obchodem, poštou atd. Centrem turistiky byl pension Moritz, založený Mauritií Mayerovou, který poskytoval ubytování četným prominentním hostům. Mayerová byla literárně zvěčněna jako Judit Platter v románu „Dva lidé“ od Richarda Vosse. Ve 2. polovině 19. století se zde usídlily také významné osobnosti, jako např. vynálezce chladicí techniky Carl von Linde.

## Doba národního socialismu
Adolf Hitler poznal Berchtesgaden a Obersalzberg prostřednictvím Dietricha Eckarta. V roce 1928 si zde od vdovy po továrníkovi z Buxtehude pronajal dům Wachenfeld za 100 říšských marek na měsíc. V létě 1933 pak tento dům koupil za honorář, který obdržel za vydání knihy Mein Kampf, a přejmenoval ho na Berghof.
Celá oblast se stala dovolenkovým sídlem nacistického vůdce a víc a víc Hitlerových příznivců proudilo do Berchtesgadenu, aby viděli svého vůdce zblízka. Obyvatelé Berchtesgadenu je nazývali posměšně poutníky. V roce 1933 byl proto Obersalzberg prohlášen pásmem, kam běžní občané neměli žádný přístup. Hitler a jeho nejbližší spolupracovníci postupně vykoupili (někdy pod pohrůžkami násilí či odeslání do koncentračních táborů) domy a pozemky v širokém okolí, které byly obratem zbořeny a nahrazeny novou výstavbou. Vznikl tak rozsáhlý komplex zahrnující hotel, kasárna SS a řadu dalších objektů. Své domy si zde stavěli i prominentní muži Třetí říše, např. Hermann Göring či Albert Speer. Většina domů zahrnovala i hluboko uložené podzemní prostory – kryty.
Ke konci druhé světové války byl celý komplex spojenci silně bombardován, většina budov značně poškozena a následně, po obsazení oblasti Američany, aby se nestala poutním místem pro neonacisty, byly ruiny vyhozeny do povětří a většina nadzemních částí staveb odstraněna.

## Orlí hnízdo
Orlí hnízdo je vyhlídková restaurace v Obersalzbergu, která se na rozdíl od Berghofu zachovala (Berghof byl srovnán se zemí a dnes je zarostlý lesem). Hitler nicméně ve vlastním Orlím hnízdě nerad pobýval, protože se bál výšek a tak zde na rozdíl od Berghofu byl jen několikrát.
V poválečných dobách sloužil americkým vojákům jako místo k odpočinku. Po předání spolkové zemi Bavorsko roku 1996 zde bylo v roce 1999 založeno centrum Dokumentation Obersalzberg a v roce 2005 otevřen pětihvězdičkový Superior-Hotel InterContinental Berchtesgaden Resort.